# Pioltello
Pioltello ist eine Gemeinde mit 36.677 Einwohnern (Stand 31. Dezember 2023) in der Metropolitanstadt Mailand, Region Lombardei.
Die Nachbarorte von Pioltello sind Cernusco sul Naviglio, Vimodrone, Segrate, Rodano und Peschiera Borromeo.

## Töchter und Söhne der Gemeinde
- Pietro Bestetti (1898–1936), Radsportler

## Demografie
Pioltello zählt 13.889 Privathaushalte. Zwischen 1991 und 2001 fiel die Einwohnerzahl von 34.165 auf 31.936. Dies entspricht einer prozentualen Abnahme von 6,5 %.